# Верхні Таїнти
Верхні Таїнти́ (каз. Жоғарғы Тайынты) — село у складі Уланського району Східноказахстанської області Казахстану. Входить до складу Таргинського сільського округу.
Населення — 340 осіб (2021; 625 у 2009, 717 у 1999, 782 у 1989).
Національний склад станом на 1989 рік:
- казахи — 100 %

Станом на 1989 рік село називалось Верхня Тайинта.